# Collada Llomena
Der Collada Llomena (auch Alto de los Bedules) ist ein 1003 Meter hoher spanischer Gebirgspass in der Provinz Asturien. Er führt um die Pico Pierzo, die sich in den Picos de Europa befindet. Als Ausgangspunkt dient die Ortschaft Santillán, die sich in der Gemeinde Amieva befindet.

## Auffahrten
Die Ostauffahrt von Santillán ist 17,5 Kilometer lang, wobei die Straße erst bei der Puente Vidosa stärker zu steigen beginnt. Nach dem Abzweiger von der N-625 auf die PO-2 folgen 7,6 Kilometer, die im Schnitt mit 9,3 % auf die Passhöhe führen. Die höchsten Steigungsprozente werden etwa zur Hälfte der Auffahrt erreicht. Sie betragen maximal rund 14 %.
Die Westauffahrt von Santillán ist 23,4 Kilometer lang und somit etwas länger als die Ostauffahrt. Anfangs führt der Anstieg bei geringen Steigungsprozenten entlang des Río Ponga durch Sellaño, ehe die Straße neun Kilometer vor der Passhöhe kurz vor Cadenaba stärker zu steigen beginnt. Auf den verbliebenen Kilometern liegt die Steigung im Schnitt bei 6,8 %. Bis San Juan de Beleño liegen die Kilometerschnitte bei rund 6 %, ehe nach einem kurzen Flachstück 2500 deutlich steilere Kilometer folgen, bei denen Kilometerschnitte von rund 10 % erreicht werden. Auf den letzten zwei Kilometern flacht die Straße jedoch wieder zunehmend ab.

## Radsport
Der Collada Llomena wurde von der Vuelta a España erstmals im Jahr 2021 im Rahmen der 17. Etappe befahren. Damals musste der Pass zweimal über die Ostauffahrt absolviert werden, die als Bergwertung der 1. Kategorie galt. Bei der zweiten Auffahrt griff der Kolumbianer Egan Bernal bereits 60 Kilometer vor dem Ziel an. Gemeinsam mit dem Slowenen Primož Roglič setzte er sich von den anderen Gesamtklassement-Fahrern ab und sicherte sich auf der Passhöhe drei Bonussekunden. Nachdem die beiden einen Vorsprung von rund eineinhalb Minuten herausgefahren hatten, distanzierte Primož Roglič den Kolumbianer jedoch im Schlussanstieg zu den Lagos de Covadonga und übernahm mit einem Etappensieg das Rote Trikot.
Im Jahr 2024 wurde der Collada Llomena auf der 16. Etappe erneut von der Spanien-Rundfahrt überquert, wobei er neuerlich als vorletzter Anstieg vor den Lagos de Covadonga diente. Auf der Passhöhe wird eine Bewertung der 1. Kategorie abgenommen und es werden erneut Zeitbonifikationen vergeben. Der Belgier Wout van Aert sicherte sich die meisten Punkte, ehe er in der anschließenden Abfahrt zu Sturz kam und die Rundfahrt als Führender der Berg- und Punktewertung aufgeben musste.
| Jahr | Etappe     | Bergwertung  | Fahrer         | Auffahrt |
| ---- | ---------- | ------------ | -------------- | -------- |
| 2021 | 17. Etappe | 1. Kategorie | Michael Storer | Ost      |
| 2021 | 17. Etappe | 1. Kategorie | Egan Bernal    | Ost      |
| 2024 | 16. Etappe | 1. Kategorie | Wout van Aert  | Ost      |